# Moguai
André Tegeler más conocido como Moguai es un productor de música alemán y DJ de Marl nacido el 9 de agosto de 1973 en Recklinghausen, Alemania. A principios de los 90, Tegeler tomó el alias de Moguai y comenzó a organizar sus propias noches de clubes y fiestas en Ruhrgebiet y Münsterland. Se convirtió en uno de los primeros DJs de techno en Alemania, compartiendo una plataforma con los gustos de Paul Van Dyk, Westbam y Sven Väth. En los últimos años, el sonido de Moguai se ha desarrollado para incluir una combinación de tech house, house progresivo, big beat y electro house. También ha trabajado en las áreas más importantes de la industria de la música, produciendo para artistas como Sugababes, Girls Aloud y 2Raumwohnung, que le valió dos discos de disco de platino y oro.
Moguai es uno de los DJs alemanes más exitosos de la escena internacional, tocando en clubes como Womb (Tokio), Razzmatazz (Barcelona), Monday Social (LA) NRG (Ámsterdam), Bed Bangkok (Tailandia) Supermercado (Zúrich), Club Volume (Seúl) y Zouk (Singapur). También ha hecho presencia en festivales como Sunburn (Goa), EDC (Las Vegas), Summer Day Festival Tour (Australia), Kaballah (São Paulo), Nature One (Kastellaun) y Tomorrowland (Bélgica).

## Vida y carrera
Tegeler estudió para su diploma de escuela secundaria en el Freiherr-von-Stein-Gymnasium en Recklinghausen, después de que él completó un aprendizaje de dos años en la carnicería de su familia, haciéndole el carnicero más joven de Renania del Norte-Westfalia. Luego estudió Derechos en la Universidad de Ruhr en Bochum, donde también se embarcó en su carrera como DJ y productor musical.
En 1994, Tegeler, ahora bajo el nombre de Moguai, se asoció con el productor alemán Jürgen Driessen para lanzar su EP debut, titulado Best Before End. Al año siguiente, Moguai montó su propio estudio con Phil Fuldner, llamado PUNX Studios. Sin duda, los éxitos más grandes del estudio fueron The Final de Fuldner (1988), que se convirtió en el tema de la serie de manga Captain Future, Moguai Beatbox que fue la primera pista instrumental electrónica que duró 10 semanas en el top 40 de Alemania.
Al mismo tiempo, Moguai se hizo un nombre como creador de remix, colaborando con artistas como Giogio Moroder, Yves Deruyter, Timo Maas, Planeta Funk, Talla 2XLC, Cosmic Baby, BBE, Fischerspooner y 2raumwohung. Entre 2002 y 2003 trabajó con Sugababes y Girls Aloud en Sugababes y Something Kinda Ooh (Girls Aloud), ambos de los cuales fueron dos de los sencillos anteriores de U Moguai U Know Y y Get On. Fue galardonado con dos discos de platino para ambos proyectos. Del mismo modo, en 2005, se asoció con el alemán electro-pop dúo 2raumwohnung para crear el Sencillo "Sasha (Sex Secret)" del álbum "Es Wird Morgen", que fue de oro.
Desde 2009, Moguai ha lanzado su música con el sello discográfico mau5trap, dirigido por el productor y DJ canadiense deadmau5. Su primer EP fue lanzado con el nombre "We Are Lyve" (2010), que incluyó los Sencillos de Impereal, Nyce y Blau.
En marzo de 2011, se unió fuerzas con mau5trap y Beatport para producir una mezcla progresiva de una hora de duración, Lyve from Beta, grabada en el Beta Club de Denver, Colorado y editada con el software Ableton Live. El set se compone enteramente de sus propias pistas, por lo que es uno de los pocos álbumes que combina las pistas tanto en vivo como pregrabado por el mismo artista. El éxito de este álbum le valió una gran aceptación internacional, con artistas como Britney Spears, Beyoncé, Fatboy Slim, Underworld, Afrojack y Felix da Housecat aprovechando para colaboraciones y remixes. En enero de 2012, lanzó su sencillo Mpire, otra vez en Mau5trap, colaborando con Kosheen, Fiona Cutler, Polina Goudieva y Tommy Trash.